# Євдокименко Василь Андрійович
Васи́ль Андрі́йович Євдоки́менко (нар. 21 липня 1925, Горбове — пом. 30 грудня 2005, Остер) — український художник; член Спілки радянських художників України з 1955 року.

## Біографія
Народився 21 липня 1925 року в селі Горбовому (нині Новгород-Сіверський район Чернігівської області, Україна). Здобув середню освіту.
В Червоній армії з 1943 року. Служив вільнонайманим. Учасник німецько-радянська війни. Нагороджений двома медалями «За відвагу» (27 липня 1944; 6 серпня 1944), медаллю «За перемогу над Німеччиною» (9 травня 1945).
Упродовж 1946—1950 років працював художником газети «Знамя Победы»; у 1950—1993 роках — у київських видавництвах «Молодь», «Веселка», «Дніпро», «Радянська школа» та москоському «Детгизі». Жив у місті Остері, в будинку на вулиці Рибалка № 38. Помер в Остері 30 грудня 2005 року.

## Творчість
Працював у галузі книжкової графіки і живопису. Автор ілюстрацій до книжок:
- «Рассказы» Максима Горького (1955);
- «Зачарована весна» Олександра Довженка (1957);
- «Що б з мене було» Архипа Тесленка (1961);
- «Малим про великого Тараса» Оксани Іваненко (1963);
- «Пилипко» Андрія Головка (1966);
- «Чайка», «Неслухняний глечик» (1965) і «Талан» (1970) Степана Васильченка;
- «Деревій» (1971) і «Климко» (1981) Григора Тютюнника;
- «Кликали маму» Павла Грабовського (1976);
- «Была война народная» Віри Карасьової (1978);
- «Ванька Жуков» Антона Чехова (1979);
- «Чіпка» Панаса Мирного (1979);
- «Ялинка» Михайла Коцюбинського (1984);
- «Казки народів СРСР» (1987);
- «Казки» Марка Вовчка (1988);
- «Зернятка» Бориса Грінченка (1989);
- «Зазимки і весни» (1989);
- «Я люблю зимовий ранок» Якова Щоголева (1990, вірші для дошкільного віку, Київ, «Веселка»);
- «Пісні безсонного джмеля» Петра Куценка (1992, Київ);
- «Линовицький меридіан» (1993).

живопис
- «Похорони жертв денікінщини в Острі 2 грудня 1919» (1966);
- «Остерський городець» (2000).

Брав участь у мистецьких виставках з 1954 року. Персональна виставка відбулася в Острі у 1994 році. Лауреат республіканських конкурсів «Мистецтво книжкової графіки» у 1957, 1977, 1979 роках.
Деякі роботи художника зберігаються у Чернігівському художньому музей, Остерському краєзнавчому музеї.